# Burgess Branch
Pour les articles homonymes, voir Burgess.
La Burgess Branch est un affluent de la rivière Missisquoi, traversant les municipalités de Eden (comté de Lamoille) et Lowell (comté d'Orlean), dans l'État de Vermont, aux États-Unis.
La partie inférieure de la succursale de Burgess est accessible par Valley Road (côté sud-est de la rivière); la partie intermédiaire, par Lamphere Road (principalement côté sud-est); la partie supérieure est principalement desservie par le Mines Road.
La surface de la succursale de Burgess est généralement gelée de la mi-décembre à la mi-mars, à l'exception des zones de rapides; cependant, la circulation sécuritaire sur la glace a généralement lieu de la fin décembre au début mars.

## Géographie
La branche de Burgess prend sa source à l'embouchure d'un petit lac (altitude: 373 m) dans la commune de Eden. Ce lac est enfermé entre le The Knob Mountain (côté sud - sommet atteignant 521 m), le Hadley Moutain (côté nord-est - sommet atteignant 752 m) et Belvidere Moutain (côté nord-ouest - sommet atteignant 1 018 m). Cette source de la rivière est située à:
- 1,1 km au sud de la limite entre comté de Lamoille et comté d'Orleans;
- 3,4 km au nord-ouest de lac Eden.

De sa source, la branche de Burgess déborde sur 10,6 km, avec une baisse de 126 m, selon les segments suivants:
- 1,2 km vers le nord en traversant successivement un lac non identifié (longueur: 0,24 km; altitude: 367 m), un petit lac qui reçoit la décharge (venant du sud-est) d'un ruisseau non identifié, puis l'étang Corez (longueur: 4,3 km; altitude: 363 m), jusqu'à son embouchure. Remarque: L'embouchure de Corez Pond correspond à la limite entre comté de Lamoille et comté d'Orleans;
- 1,0 km au nord d'abord dans une vallée encaissée, puis traversant une plaine, jusqu'à la décharge (venant de l'ouest) d'un lac non identifié;
- 1,6 km nord, puis se bifurquer vers le nord-est dans une vallée encaissée, recevant le rejet (venant du nord-ouest) de deux ruisseaux non identifiés, et traversant une zone de marécage, jusqu'à Lockwood Brook (venant du nord-ouest);
- 1,2 km nord-est, jusqu'à un ruisseau (venant du sud-est);
- 1,5 km nord-est dans une vallée encaissée, formant une petite boucle vers l'est, jusqu'à un ruisseau (venant du nord-ouest);
- 4,1 km au nord-est dans une vallée encaissée, traversant Hazens Notch Road, jusqu'à son embouchure[2].

La succursale de Burgess se jette dans la rivière Missisquoi, au pont route 58. Ce point est la tête de la rivière Missisquoi.
L'embouchure de la succursale de Burgess est située à:
- 1,3 km au nord-ouest du centre de Lowell;
- 22,9 km au sud de la frontière canado-américaine;
- 54,3 km à l'est du lac Champlain.

## Toponymie
Le toponyme "Burgess Branch" a été enregistré le 29 octobre 1980 à l'USGS (US Geological Survey).